# Rebelião de Shays
A Rebelião de Shays foi uma revolta armada ocorrida no estado de Massachusetts, por agricultores que se rebelaram por não terem condições de pagar a pesada taxa de impostos cobrada pelo governo. A cidade de Springfield foi a mais afetada pela revolta que ocorreu entre os anos de 1786 e 1787. O principal líder do movimento foi o veterano da Guerra da Independência Americana, Daniel Shays, que liderando cerca de 2000 rebeldes protestou contra as politicas econômicas do estado. O ápice da rebelião aconteceu em 25 de janeiro de 1787, quando os rebeldes marcharam até o arsenal de Springfield, na tentativa de apreender seus armamentos e assim derrubar o governo, porém o ataque foi repelido pela milícia local liderada por William Shepard, colocando fim a onda de protestos. Contudo a revolta chamou a atenção dos governantes para os problemas da confederação, que culminaram na Convenção Constitucional, que ajudou a moldar a Constituição vigente nos Estados Unidos da América.

## História

### Causas
A economia durante a Guerra Revolucionária Americana, era baseada principalmente na agricultura, que tinha uma grande área de cultivo principalmente no estado de Massachusetts, os residentes nessas regiões tinham poucos bens além de suas terras, e trocavam bens e serviços entre si. Nas épocas de dificuldade quando as lavouras não lhes davam bons resultados, eles podiam conseguir bens em forma de empréstimos nas cidades locais, que seriam logo pagos quando a situação melhorasse. Ao mesmo tempo havia uma classe de comerciantes atacadistas em áreas costeiras, de maior desenvolvimento econômico, compreendidas entre a Baía de Massachusetts e o Vale do Rio Connecticut, esses mercadores que faziam negócios com a Europa e com as Índias Ocidentais passaram a dominar os postos governamentais do estado.
Com o fim da Guerra Revolucionária em 1783, os parceiros comerciais europeus dos mercadores de Massachusetts passaram a lhes negar empréstimos, e passaram a exigir pagamentos em moeda forte, sendo que essa moeda era escassa nos Estados Unidos. Os comerciantes locais começaram a exigir o mesmo de seus parceiros, inclusive daqueles das cidades do interior do estado, que repassavam a demanda a seus clientes também. A população agrícola passou na maioria das vezes a não conseguir atender as cobranças dos comerciantes e autoridades civis, passando a perder suas terras por não conseguir cumprir com as obrigações fiscais e com suas dividas. Isso foi desgastando a relação desses agricultores com a classe de cobradores de impostos e do poder judicial, isso porque nos tribunais os credores eram autorizados a confiscar as propriedades dos devedores como forma de pagamento das dividas.
Veteranos que receberam pequenos pagamentos durante a guerra de independência e que estavam com imensas dificuldades de coletar dinheiro para pagar suas dividas começaram a organizar protestos contra a opressiva condição econômica que era imposta pelo governo, entre eles estava Daniel Shay que em 1780 tinha deixado o exército após se ferir em batalha e que se encontrava em terrível situação financeira.

### Começo dos Protestos
Os primeiros protestos contra o governo aconteceram em 1782 liderados por Job Shattuck residente de Groton, Massachusetts, que organizou os residentes para impedir fisicamente que os cobradores de impostos fizessem seu trabalho. O segundo em escala maior que o primeiro, aconteceu em Uxbridge em 3 de fevereiro de 1873, quando uma multidão tomou uma propriedade que havia sido confiscada e a devolveu à seus donos. O governador John Hancock deixou à cargo das autoridades locais que suprimissem aquela revolta.   
As comunidades rurais passaram a apelar para o poder legislativo, petições e propostas foram enviadas à legislatura, com o pedido para que fosse impresso mais papel moeda, o que depreciaria o valor da mesma fazendo com que as dividas pudessem ser pagas, os comerciantes se opunham a esta ideia já que eles seriam os grandes prejudicados na história, e essas propostas acabaram sendo rejeitadas pelo governo.
O governador Hancock renunciou ao cargo no inicio de 1785 alegando estar enfrentando problemas de saúde, porém, para alguns ele abandonou o cargo por estar prevendo que problemas viriam à frente, James Bowdoin que havia perdido as eleições pouco tempo antes assumiu o posto, passando a intensificar a cobrança de impostos, adicionando um imposto predial como forma de arrecadar mais fundos para o pagamento da divida externa do estado, isso exacerbou a situação dificultando ainda mais a vida da população rural, jogando uma carga de impostos excessiva nas costas de um povo que não podia pagar.

### Ataque aos Tribunais
Protestos da parte rural de Massachusetts se intensificaram em agosto de 1786, quando passaram a mirar a legislatura. Em 29 de agosto de 1786 um grupo formado em Northampton, Massachussets, impediu que o tribunal do condado se sentasse para trabalhar. Os líderes proclamaram que estavam lutando contra os pesados processos que estavam lhes privando de suas terras e posses, eles se autodenominavam reguladores, em referência ao Movimento Regulador da Carolina do Norte que buscava reformar as práticas corruptas do governo no final de 1760.
O governador Bowdoin enviou uma proclamação denunciando as práticas do grupo, porém não tomou nenhuma atitude para punir os responsáveis, deixando a cargo da milícia local a tarefa de agir contra os manifestantes. Em 5 de setembro em uma ação muito similar, a côrte de Worcester, Massachusetts, foi fechada por manifestantes, as autoridades locais se recusaram a comparecer pois eram simpáticos aos protestantes. Governadores de estados vizinhos agiram decisivamente contra os líderes do movimento em seus estados, chamando a milícia local e a enviando para prender os responsáveis pelos protestos. O problema foi resolvido sem violência em Rhode Island, quando a legislatura em 1786 adotou medidas que forçaram os mercadores a aceitar moeda desvalorizada para o pagamento das dividas. Isso passou a preocupar mercadores de Boston que não queriam aceitar tais medidas.
Daniel Shays que havia participado das ações em Northampton começou a ficar mais ativo no grupo em novembro, mesmo que negasse ser um dos líderes do movimento, ele assumia cada vez mais o protagonismo nas atividades do grupo. A Suprema Côrte Judicial de Massachussets indiciou 11 lideres da rebelião como rebeldes e desordeiros. A côrte se encontraria novamente em 26 de setembro em Springfield, e Shays organizou um grupo para impedir que a reunião acontecesse, ao mesmo tempo a milícia local liderada por William Shepard se organizou para impedir que o grupo conseguisse agir.
Os protestos contra as côrtes seguiam em varias cidades, James Warren escreveu para John Adams em 22 de outubro, dizendo que o estado estava em total anarquia e confusão, a beira de uma guerra civil, e que côrtes só podiam trabalhar agora com a proteção das milícias locais. O legislador Samuel Adams afirmou que estrangeiros estariam instigando a traição entre as classes mais humildes, e ajudou a elaborar o Ato de Motim, que anularia o poder do habeas corpus para manifestantes, fazendo com que eles permanecessem presos até o julgamento. Adams propôs que os rebeldes fossem executados, além disso ele também propôs que fossem feitas concessões aos agricultores, permitindo que antigas dividas agora fossem pagas com mercadorias em vez de moeda forte. Essas medidas foram anunciadas junto com o perdão àqueles que jurassem fidelidade a república e deixassem de criticar o governo. Essas ações, contudo, não ajudaram a cessar os protestos, e a suspensão do habeas corpus alarmou a população. 
Um grupo de 300 homens foi enviado até Groton, em 28 de novembro com a missão de prender um dos líderes do movimento, Job Shattuck, ele foi perseguido, ferido e preso no dia 30 de novembro, essa ação enfureceu a população do Oeste de Massachusetts que prometeu derrubar o governo do estado a qualquer custo.

### Rebelião
A confederação se via incapaz de financiar um exército para defender Massachusetts, por isso o governador Bowdoin propôs a criação de um exército privado financiado por comerciantes locais, o general do Exército Continental Benjamin Lincoln, solicitou fundos e conseguiu um total de £ 6000, de 125 comerciantes da região, recrutando 3000 homens do Leste do estado de Massachusetts, para marchar na direção de Worcester. Sabendo da organização das tropas por parte do governo, Shays e outros líderes rebeldes também organizaram suas forças, tendo como primeiro alvo de suas ações o arsenal federal de Springfield que tinha sido tomado pelo general Shepard, sob ordens do governador Bowdoin, mesmo sem a autorização do secretário de guerra Henry Knox, o arsenal era de posse federal e não estadual, por isso ele precisaria da autorização federal para fazer aquilo.
Os insurgentes planejaram se dividir em três grupos para atacar o arsenal ao mesmo tempo, Shays fixou seu grupo à leste de Springfield, o segundo grupo era liderado por Luke Day, que atravessaria o rio Connecticut à oeste de Springfield, já o terceiro grupo era liderado por Eli Parsons e estava fixado ao norte de Chicopee. Os rebeldes planejaram atacar o arsenal em 25 de janeiro, porém Luke Day, de última hora decidiu que não estava pronto, mandando uma mensagem até os outros dois grupos avisando que o ataque deveria ser realizado no dia 26, porém a milícia de Shepard conseguiu interceptar o comunicado, fazendo com que os grupos de Shays e Parsons atacassem sem saber que não teriam o apoio do terceiro grupo, além disso para surpresa dos rebeldes, a milícia de Shepard já aguardava o ataque. O resultado foi catastrófico para os rebelados, alguns deles foram mortos e outros feridos, e eles em total surpresa com a situação adversa acabaram fugindo.
Ao mesmo tempo as tropas do general Lincoln imediatamente chegaram de Worcester com seus 3000 homens, e passaram a perseguir os grupos rebeldes. Sua marcha terminou com a milícia surpreendendo os rebeldes em seu acampamento, que surpresos com a ação acabaram se dispersando, sem ao menos conseguir apresentar algum tipo de resistência. Muitos dos líderes rebeldes fugiram para o norte, até New Hampshire e Vermont, onde foram abrigados apesar dos pedidos da justiça para que fossem entregues às autoridades.
A marcha de Lincoln pôs fim aos ataques insurgentes em larga escala, restaram apenas alguns pequenos grupos rebeldes que já não tinham tanto poder, a maioria dos líderes do movimento fugiram para outros estados, alguns buscaram assistência com Lorde Dorchester, governador britânico da província de Quebec, que havia proposto ajuda aos rebeldes, oferecendo a assistência de guerreiros Mohawk que seriam liderados por Joseph Brant, porém a proposta do lorde foi vetada em Londres, e nenhuma assistência foi dada aos rebeldes.
Em 16 de fevereiro de 1787, a legislatura de Massachusetts decretou que qualquer membro ou simpatizante dos grupos rebeldes, estava proibido de exercer qualquer cargo politico, como punição por tais práticas. 

### Desfecho
Cerca de 4000 pessoas confessaram ter participado de eventos ligados as rebeliões, em troca de anistia. Dezoito homens foram condenados a forca, porém apenas dois tiveram esse triste fim, sendo eles John Bly e Charles Rose, que além de participarem dos grupos rebeldes foram condenados por terem praticado saques durante a época.
Daniel Shays foi perdoado em 1788 e retornou à Massachusetts. A imprensa de Boston o retratou como um vilão anarquista, opositor do governo. Ele mais tarde foi viver em Conesus, Nova Iorque, onde morreu pobre e recluso em 1825.
O esmagamento da rebelião e os duros termos de reconciliação, ajudaram Bowdoin a perder as eleições seguintes para John Hancock, muito por causa da população rural que se ressentiu com o governador. A vitória militar veio junto com uma mudança na politica fiscal do estado, impostos foram cortados e dividas foram colocadas em moratória, aliviando a situação dos produtores rurais.  

## Impacto na Constituição
Thomas Jefferson estava servindo como embaixador na França na época em que a Rebelião de Shays eclodiu. Ele enviou uma carta para James Madison em 30 de janeiro de 1787, onde relatou que aquela rebelião serviria para preservar a liberdade do país, "A árvore da liberdade deve ser renovada de tempos em tempos com o sangue de patriotas e tiranos. É seu adubo natural". George Washington já defendia reformas constitucionais há muito tempo, em uma carta enviada para Henry Lee em 31 de outubro de 1786, ele chamou a atenção para as reformas necessárias, "Você fala, meu bom senhor, de empregar influência para apaziguar os atuais tumultos em Massachusetts. Não sei onde essa influência pode ser encontrada ou, se possível, que remédio seria adequado para os distúrbios. Influência não é governo. Vamos ter um governo pelo qual nossas vidas, liberdades e propriedades serão garantidas, ou vamos conhecer o pior de uma vez".
A rebelião mostrou as fraquezas do sistema de governo, um vigoroso debate passou a acontecer entre os estados, que passaram a perceber que precisavam de um poder central mais forte, federalistas e anti-federalistas debatiam sobre o assunto. Os historiadores não têm uma certeza absoluta de que papel a rebelião teve na formação e ratificação da Constituição dos Estados Unidos da América, porém sabe-se que pelo menos temporariamente ela fez a diferença, afinal alguns cidadãos que eram anti-federalistas, mudaram de lado e passaram a defender um governo federal mais forte após o acontecido.
No inicio de 1785, muitos mercadores influentes no meio politico, já começavam a defender a tese de que era necessário um poder central mais forte. Logo após o fim da rebelião, delegados de cinco estados se encontraram em Annapolis, Maryland, concluindo que era necessária uma grande reforma no governo federal, chamando uma convenção que aconteceria na Filadélfia em maio de 1787.
A convenção que se encontrou na Filadélfia era formada principalmente por grandes defensores do governo. O delegado de Connecticut, Oliver Ellsworth, dizendo que não sendo possível confiar no povo (exemplificado na Rebelião de Shays), então os membros da câmara de deputados, deveriam ser escolhidos pelo poder legislativo e não pelo voto popular. Outra mudança proposta na reunião foi a expansão do poder federal, porque em situações de distúrbio como aquela o poder federativo poderia agir concentrando mais recursos e mais força do que somente o poder estadual, alguns se oporiam a ideia, dizendo que uma resposta federal a rebelião seria ainda pior. 
Quando a constituição foi redigida, Massachusetts era vista pelos federalistas como um estado que não ratificaria o documento, muito por causa do sentimento anti-federalista que tinha grande espaço entre a população rural do estado. Alguns federalistas de Massachusetts incluindo Henry Knox, participaram ativamente nos debates que antecederam as votações. Quando a votação foi realizada em 6 de fevereiro de 1788, a população rural votou em massa contra a ratificação, porém a parte formada por comerciantes e pessoas influentes nas cidades mais desenvolvidas, fez a diferença dando a vitória ao desejo de ratificação da nova constituição. No processo de ratificação da constituição novamente a rebelião foi citada, dessa vez alguns anti-federalistas a usaram para tentar provar que os estados não precisavam de uma nova constituição, já que Massachusetts havia sobrevivido ao acontecido sem grandes efeitos colaterais.
O poder militar federal consagrado na nova constituição logo seria utilizado pelo presidente americano George Washington, após o país ter problemas com uma nova rebelião, quando o congresso federal aprovou a Lei Whiskey, que levou rebeldes a protestarem contra as taxas de impostos cobradas pelo governo. Dessa vez o oeste da Pensilvânia seria o palco do ocorrido, que ficou conhecido como a Rebelião do Whiskey, que seria derrubada pelos poderes militares federais.

## Memória
Os eventos e as pessoas que se envolveram no levante são lembrados até hoje. Sheffield ergueu um memorial marcando o local da "última batalha". A Rota 202 dos EUA, que atravessa Pelham, é chamada de Daniel Shays Highway. Uma estátua do general Shepard foi erguida em sua cidade natal, Westfield. Na cidade de Petersham, Massachusetts, um memorial foi erguido em 1927 pela Sociedade da Nova Inglaterra do Brooklyn, Nova Iorque. O memorial é em homenagem ao general Benjamin Lincoln, que aglutinou 3000 soldados e derrotou a rebelião em 4 de fevereiro de 1787. Em seu memorial é citada a frase "Obediência à lei é a verdadeira liberdade".